# The Game Awards 2017
The Game Awards 2017 – gala, podczas której przedstawicielom branży gier komputerowych przyznano The Game Awards. Miała miejsce 7 grudnia 2017 roku. Odbyła się w Microsoft Theater w Los Angeles. Podobnie jak poprzednie edycja była prowadzona przez dziennikarza Geoffa Keighley’ego. Oglądało ją 11,5 miliona widzów. Gra The Legend of Zelda: Breath of the Wild otrzymała trzy nagrody, w tym tytuł gry roku (ang. Game of the Year). Inne gry, który otrzymały po trzy nagrody, to: Cuphead i Hellblade: Senua’s Sacrifice.

## Nagrody jury
Źródło:
| Gra roku | Najlepsza rozgrywka |
| --- | --- |
| - The Legend of Zelda: Breath of the Wild – Nintendo‡ - Horizon Zero Dawn – Guerrilla Games/Sony Interactive Entertainment - Persona 5 – Atlus - PlayerUnknown’s Battlegrounds – PUBG Corporation - Super Mario Odyssey – Nintendo                                                                                    | - The Legend of Zelda: Breath of the Wild – Nintendo‡ - Horizon Zero Dawn – Guerrilla Games/Sony Interactive Entertainment - Resident Evil 7: Biohazard – Capcom - Super Mario Odyssey – Nintendo - Wolfenstein II: The New Colossus – MachineGames/Bethesda Softworks |
| Najlepsza fabuła | Najlepsza grafika |
| - What Remains of Edith Finch – Giant Sparrow/Annapurna Interactive‡ - Hellblade: Senua’s Sacrifice – Ninja Theory - Horizon Zero Dawn – Guerrilla Games/Sony Interactive Entertainment - Nier: Automata – PlatinumGames/Square Enix - Wolfenstein II: The New Colossus – MachineGames/Bethesda Softworks             | - Cuphead – Studio MDHR‡ - Destiny 2 – Bungie/Activision - Horizon Zero Dawn – Guerrilla Games/Sony Interactive Entertainment - Persona 5 – Atlus - The Legend of Zelda: Breath of the Wild – Nintendo |
| Najlepsza muzyka | Najlepszy dźwięk |
| - Nier: Automata – PlatinumGames/Square Enix‡ - Cuphead – Studio MDHR - Destiny 2 – Bungie/Activision - Persona 5 – Atlus - Super Mario Odyssey – Nintendo - The Legend of Zelda: Breath of the Wild – Nintendo | - Hellblade: Senua’s Sacrifice – Ninja Theory‡ - Destiny 2 – Bungie/Activision - Resident Evil 7: Biohazard – Capcom - Super Mario Odyssey – Nintendo - The Legend of Zelda: Breath of the Wild – Nintendo |
| Najlepszy występ | Games for Impact |
| - Melina Juergens jako Senua – Hellblade: Senua’s Sacrifice - Ashly Burch jako Aloy – Horizon Zero Dawn - Brian Bloom jako B.J. Blazkowicz – Wolfenstein II: The New Colossus - Claudia Black jako Chloe Frazer – Uncharted: Zaginione dziedzictwo - Laura Bailey jako Nadine Ross – Uncharted: Zaginione dziedzictwo | - Hellblade: Senua’s Sacrifice – Ninja Theory - Bury Me, My Love – The Pixel Hunt - Life is Strange: Before the Storm – Deck Nine - Night in the Woods – Infinite Fall - Please Knock on My Door – Levall Games AB - What Remains of Edith Finch – Giant Sparrow |
| Najlepsza gra w czasie rzeczywistym | Najlepsza gra niezależna |
| - Overwatch – Blizzard Entertainment - Destiny 2 – Bungie - Grand Theft Auto Online – Rockstar Games - PlayerUnknown’s Battlegrounds – PUBG Corporation - Tom Clancy’s Rainbow Six Siege – Ubisoft - Warframe – Digital Extremes                                                                                      | - Cuphead – Studio MDHR - Hellblade: Senua’s Sacrifice – Ninja Theory - Night in the Woods – Infinite Fall - Pyre – Supergiant Games - What Remains of Edith Finch – Giant Sparrow |
| Najlepsza gra mobilna | Best Handheld Game |
| - Monument Valley 2 – ustwo games - Fire Emblem Heroes – Intelligent Systems - Hidden Folks – Adriaan de Jongh and Sylvain Tegroeg - Old Man’s Journey – Broken Rules - Super Mario Run – Nintendo | - Metroid: Samus Returns – MercurySteam/Nintendo - Ever Oasis – Grezzo - Fire Emblem Echoes: Shadows of Valentia – Intelligent Systems - Monster Hunter Stories – Marvelous Entertainment - Poochy and Yoshi’s Woolly World – Good-Feel |
| Najlepsza gra VR/AR | Najlepsza gra akcji |
| - Resident Evil 7: Biohazard – Capcom - Farpoint – Impulse Gear - Lone Echo – Ready at Dawn - Star Trek: Bridge Crew – Red Storm Entertainment - Superhot VR – Superhot Team | - Wolfenstein II: The New Colossus – MachineGames/Bethesda Softworks - Cuphead – Studio MDHR - Destiny 2 – Bungie/Activision - Nioh – Team Ninja - Prey – Arkane Studios/Bethesda Softworks |
| Najlepsza przygodowa gra akcji | Najlepsza gra RPG |
| - The Legend of Zelda: Breath of the Wild – Nintendo - Assassin’s Creed Origins – Ubisoft - Horizon Zero Dawn – Guerrilla Games/Sony Interactive Entertainment - Super Mario Odyssey – Nintendo - Uncharted: Zaginione dziedzictwo – Naughty Dog/Sony Interactive Entertainment                                       | - Persona 5 – Atlus - Divinity: Original Sin II – Larian Studios - Final Fantasy XV – Square Enix - Nier: Automata – PlatinumGames/Square Enix - South Park: The Fractured But Whole – Ubisoft |
| Najlepsza bijatyka | Best Family Game |
| - Injustice 2 – NetherRealm Studios - ARMS – Nintendo - Marvel vs. Capcom: Infinite – Capcom - Nidhogg 2 – Messhof Games - Tekken 7 – Bandai Namco | - Super Mario Odyssey – Nintendo - Mario Kart 8 Deluxe – Nintendo, Bandai Namco - Mario + Rabbids Kingdom Battle – Ubisoft - Sonic Mania – Christian Whitehead, PagodaWest Games, Headcannon - Splatoon 2 – Nintendo |
| Najlepsza gra strategiczna | Najlepsza gra sportowa/wyścigowa |
| - Mario + Rabbids Kingdom Battle – Ubisoft - Halo Wars 2 – Creative Assembly and 343 Industries - Total War: Warhammer II – Creative Assembly - Tooth and Tail – Pocketwatch Games - XCOM 2: War of the Chosen – Firaxis Games                                                                                        | - Forza Motorsport 7 – Turn 10 Studios - FIFA 18 – EA Vancouver - Gran Turismo Sport – Polyphony Digital - NBA 2K18 – Visual Concepts - Pro Evolution Soccer 2018 – Konami - Project Cars 2 – Slightly Mad Studios |
| Najlepsza gra multiplayer | Nagroda studencka |
| - PlayerUnknown’s Battlegrounds – PUBG Corporation - Call of Duty: WWII – Sledgehammer Games/Activision - Destiny 2 – Bungie/Activision - Fortnite – Epic Games - Mario Kart 8 Deluxe – Nintendo - Splatoon 2 – Nintendo                                                                                              | - Level Squared – Kip Brennan, Stephen Scoglio, and Dane Perry Svendsen, Swinburne University - Falling Sky – Jonathan Nielssen, Nikolay Savov, and Mohsen Shah, National Film and Television School - From Light – Alejandro Grossman, Steven Li, and Sherveen Uduwana, University of Southern California - Hollowed – Erin Marek, Jerrick Flores, and Charley Choucard, University of Central Florida - Impulsion – Hugo Verger, Remi Bertrand, and Maxime Lupinski, Institut de l'Internet et du Multimédia - Meaning – Hariz Yet, DigiPen Institute of Technology Singapore |
| Najlepsza gra niezależna | |
| - Cuphead – Studio MDHR - Golf Story – Sidebar Games - Hollow Knight – Team Cherry - Mr. Shifty – Team Shifty - Slime Rancher – Monomi Park | |

## Nagrody fanów
| Najbardziej oczekiwana gra | Najpopularniejszy e-sportowiec |
| --- | --- |
| - The Last of Us Part II – Naughty Dog - God of War – Santa Monica Studio - Marvel’s Spider-Man – Insomniac Games - Monster Hunter: World – Capcom - Red Dead Redemption 2 – Rockstar Games | - Guy "Dr DisRespect" Beahm - Andrea Rene - Clint "Halfcoordinated" Lexa - Michael "Shroud" Grzesiek - Steven Spohn |
| Najlepsza gra e-sportowa | Najlepsza e-sportowiec |
| - Overwatch – Blizzard Entertainment - Counter-Strike: Global Offensive – Valve - Dota 2 – Valve - League of Legends – Riot Games - Rocket League – Psyonix                                 | - Lee "Faker" Sang-hyeok (SK Telecom T1, League of Legends) - Marcelo "coldzera" David (SK Gaming, Counter-Strike: GO) - Nikola "NiKo" Kovač (FaZe Clan, Counter-Strike: GO) - Ryu "ryujehong" Je-hong (Seoul Dynasty, Overwatch) - Kurosh "KuroKy" Salehi Takhasomi (Team Liquid, Dota 2) |
| Najlepszy team e-sportowy | Najlepsza gra w Chinach |
| - Cloud9 - FaZe Clan - Lunatic-Hai - SK Telecom T1 - Team Liquid | - jx3 HD – Kingsoft Corporation - Honor of Kings – TiMi Studios - Icey – FantaBlade Network - Gumballs & Dungeons – QcPlay Limited - Monument Valley 2 – ustwo games |